# げんし、女子は、たいようだった。
「げんし、女子は、たいようだった。」（げんし、じょしは、たいようだった。）は、上坂すみれの楽曲。2枚目のシングルとして2013年7月10日にスターチャイルドから発売された。

## 概要
テレビアニメ『げんしけん 二代目』OP主題歌。c/wの「テトリアシトリ」とともに、上坂が声優を志すきっかけとなった桃井はるこが楽曲を提供した。タイトルは平塚らいてうが「青鞜」創刊号に寄せた一文「元始、女性は太陽であった」に由来している。
シングルの2曲目「テトリアシトリ」は、「テトリス」の世界観を恋愛になぞらせた」、テクノポップ調の恋愛ソング。編曲は「4人目のYMO」とも言われる松武秀樹が務めた。ちなみにテトリスはソ連発祥のゲームである。
通常盤の3曲目「SUMIRE #propaganda」は、「『革命的ブロードウェイ主義者同盟』（略：革ブロ）での『裏切りとは何か?』を問いた、1stシングルとは違った解釈のドラマチック革ブロソング」。作曲・編曲を務めた佐野電磁はYMOのオマージュユニットであるOMYのメンバーであり、同じCDにYMOとOMYの関係者が並んだことになる。
テレビCMはプロモーションビデオをそのまま流す格好になっている（ナレーションも一切ない）。プロモーションビデオにはカブキロックスがバックバンドとして出演している。

## 収録曲

### 初回生産限定盤
- 規格品番：KICM-91455

CD
1. げんし、女子は、たいようだった。
作詞・作曲：桃井はるこ、編曲：Haraddy・鈴木勝彦
2. テトリアシトリ
作詞・作曲：桃井はるこ、編曲：松武秀樹
3. げんし、女子は、たいようだった。（off vocal ver.）

DVD
1. げんし、女子は、たいようだった。（Music clip）

### アニメ盤
- 規格品番：KICM-91456

CD
1. げんし、女子は、たいようだった。
2. テトリアシトリ
3. げんし、女子は、たいようだった。（off vocal ver.）
4. げんし、女子は、たいようだった。（TV size mix）

### 通常盤
- 規格品番：KICM-1457

CD
1. げんし、女子は、たいようだった。
2. テトリアシトリ
3. SUMIRE #propaganda
作詞：畑亜貴、作曲・編曲：佐野電磁
4. げんし、女子は、たいようだった。 off vocal ver.